# Джон Гамільтон Ґрей (політик з Острова Принца Едварда)
Джон Гамільтон Ґрей (14 червня 1811 – 13 серпня 1887) був прем’єр-міністром Острова Принца Едварда (ОПЕ) в 1863–1865 роки та одним із батьків Конфедерації.
Свою політичну кар'єру Ґрей почав у 1862 році, коли його обрали до провінційних зборів як реформатора, незважаючи на його консервативне коріння. Він став провідним членом опозиції, маючи репутацію чудового оратора навіть серед своїх опонентів. Він настільки вразив губернатора, що його запросили стати членом Виконавчої ради. Однак його промоція на цю посаду викликала критику з боку його колег-реформаторів і створила йому репутацію непевної особи, яка супроводжувала його протягом усієї кар’єри. Ґрей став лідером торі в асамблеї, але коли ліберали отримали більшість у 1854 році, він знову був переведений на депутатську посаду, тепер від опозиції. Через два роки, у 1856 році, губернатор провінції розпустив Ліберальну виконавчу раду та замінив її урядом на чолі з Ґреєм.
Ґрей народився в 1811 році в сім’ї Роберта Ґрея, лояліста Об’єднаної імперії з Вірджинії. Старший Ґрей обіймав ряд важливих адміністративних посад у ранньому колоніальному уряді.
Джон Гамільтон Ґрей вважався дуже освіченим у Шарлоттауні. Він обрав військову кар’єру, навчався в Англії та був призначений до 15-го піхотного полку у 1831 році. Пізніше того ж року він перейшов до 13-го легкого драгунського полку, тоді до 15-го легкого драгунського полку в 1839 році,  до 1-го драгунського гвардійського полку в 1840 році, 14-го легкого драгунського полку в 1841 році та 7-го драгунського гвардійського полку в 1844 році.
Незабаром його запросили до участі в політичному житті колонії. У 1858 році він був обраний представником округу 4-й Квінс у Законодавчих зборах Острова Принца Едварда від консерваторів. Він був переобраний у 1863 році.
Ґрей був прем'єр-міністром Острова Принца Едуарда з 1863 до 1865 року і опротягом цього часу він намагався полегшити проблеми орендарів, ухваливши п'ятнадцятирічний акт купівлі-продажу, але остаточного вирішення це питання мусило чекати до утворення Конфедерації. Ґрей був головою Шарлоттаунської конференції 1864 року, яка заклала основу для Акта про Британську Північну Америку 1867 року . Він підтримував вступ Острова до Конфедерації, але коли Острів відхилив цю схему, він залишив політику, передавши уряд Джеймсу Коледжу Попу .
Потім він повернувся до своєї попередньої кар'єри — військової служби. У 1867 році він був призначений генерал-ад'ютантом військової армії ОПЕ у званні полковника. Він продовжував бути адміністратором військових справ до остаточного утворення Конфедерації Острова Принца Едварда з Канадою в 1873 році.
У 1887 році Джон Гамільтон Ґрей помер у Інкерман-гаузі в Шарлоттауні. Назва маєтку пов’язана з битвою під Інкерманом, у якій його тесть, сер Джон Пенніфедер, брав участь. Інкерман-драйв, який колись вів до будинку, обсаджений деревами, висадженими Ґреєм, і деревами різних видів, що представляють суперників у битві. Липи з одного боку (російські війська) і суміш білої берези, бука, горобини і тополі з іншого (французькі, англійські та турецькі).

## Визнання та спадок
- Середня школа полковника Ґрея-старшого, державна середня школа в Шарлоттауні, Острів Принца Едварда, відкрита в 1966 році, названа на його честь.
- У 1968 році введено в експлуатацію автомобільний/пасажирський/залізничний пором CN під назвою MV John Hamilton Gray на честь обох батьків Конфедерації.

## Зовнішні посилання
- Біографія в Dictionary of Canadian Biography Online